# El Cimiento, Oaxaca
El Cimiento är en ort i Mexiko.   Den ligger i kommunen Eloxochitlán de Flores Magón och delstaten Oaxaca, i den sydöstra delen av landet, 280 km sydost om huvudstaden Mexico City. El Cimiento ligger 1 432 meter över havet och antalet invånare är 121.
Terrängen runt El Cimiento är kuperad åt sydväst, men åt nordost är den bergig. Runt El Cimiento är det tätbefolkat, med 369 invånare per kvadratkilometer. Närmaste större samhälle är Huautla de Jiménez, 6,4 km sydost om El Cimiento. I omgivningarna runt El Cimiento växer i huvudsak städsegrön lövskog.